# Bombylius turcmenicus
Bombylius turcmenicus är en tvåvingeart som beskrevs av Paramonov 1926. Bombylius turcmenicus ingår i släktet Bombylius och familjen svävflugor.
Artens utbredningsområde är Turkmenistan. Inga underarter finns listade i Catalogue of Life.